# Херси (Мичиген)
Херси (енгл. Hersey) град је у америчкој савезној држави Мичиген.

## Демографија
По попису из 2010. године број становника је 350, што је 24 (-6,4%) становника мање него 2000. године.
| Група             | 2000.       | 2010.       |
| Белци             | 363 (97,1%) | 334 (95,4%) |
| Афроамериканци    | 0 (0,0%)    | 1 (0,3%)    |
| Азијати           | 3 (0,8%)    | 0 (0,0%)    |
| Хиспаноамериканци | 2 (0,5%)    | 9 (2,6%)    |
| Укупно            | 374         | 350         |